# Baktrie

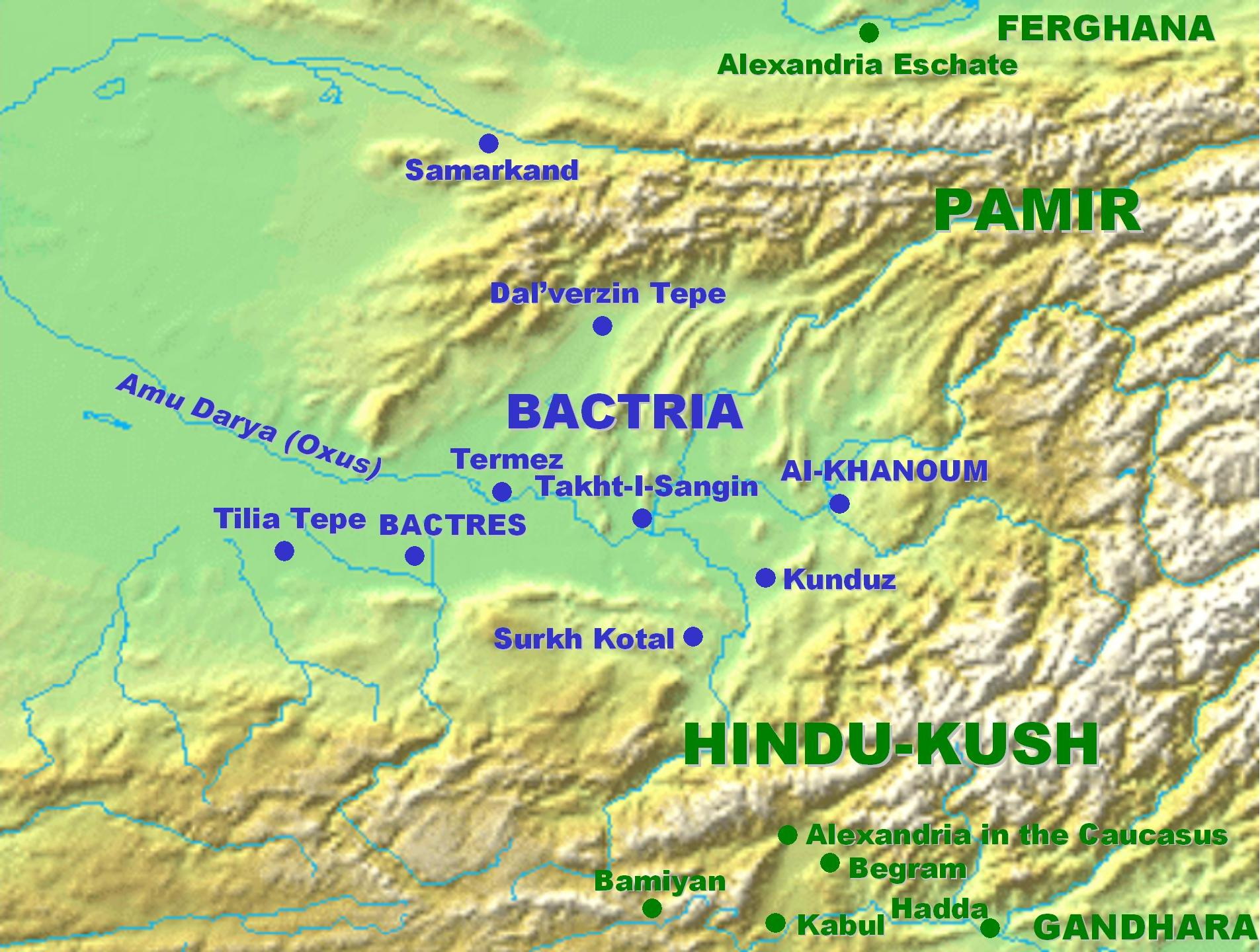
Mapa Baktrie

Baktrie (staropersky Báchtriš, novopersky Báchtar, řecky Βακτριανή, latinsky Bactria, čínsky 大夏, Ta Sia) je název historické země v oblasti dnešního severního Afghánistánu, jejímž hlavním městem byla Baktra, pozdější Balch. Hranice Baktrie tvořilo na severu pohoří Bajsuntau, na jihu pohoří Hindúkuš, na západě řeka Murgáb a na východě dnešní Badachšán.
Ve starověku obývalo Baktrii, jejíž území je z valné části hornaté, indoevropské etnikum Baktrů, příbuzné s Médy, Peršany a Parthy. Vedle toho zde žili i polonomádští Sakové, náležející ke skythské skupině íránských národů. Starořecký historik Ktésias uvádí, že z Baktrie pocházel perský prorok Zarathuštra, zakladatel zoroastrismu.

## Dějiny
Do psaných dějin vstupuje Baktrie kolem roku 540 př. n. l., kdy si její území podrobil zakladatel perské říše Kýros II., bližší okolnosti výboje však nejsou známy. Nejpozději od vlády krále Dareia I. (522–486 př. n. l.) pak tvořila země jednu z hlavních satrapií achaimenovské monarchie. Současníci velebili její úrodnost a bohatství, a třebaže označení „říše tisíce měst“ může být poněkud nadsazené, přinejmenším to dokládá civilizační úroveň tamních obyvatel. Také pověstné bakterské koně a obávaná jízda si získali u antických kronikářů značný respekt, především v důsledku řecko-perských válek v 6. století př. n. l.
Význam Baktrie v době trvání achaimenovské říše podtrhuje fakt, že jejími satrapy byly velmi často jmenovány osoby přímo spřízněné s vládnoucí dynastií, ať už se jednalo o Masista, syna Dareia I. a Atossy, dcery Kýra II., nebo o Béssa, muže, který sehrál rozhodující úlohu při zavraždění posledního perského krále Dareia III. (336–330 př. n. l.) a byl novým vládcem Íránu Alexandrem Velikým za tento čin popraven. S příchodem Makedonců nastala sice nová éra v historii země, ale nikoli počátek jejího úpadku – jen perské vlivy poněkud zatlačila do pozadí vnějšková helenizace, projevující se zejména v sochařství.

### Helénistické období
Kolem roku 310 př. n. l. ovládl východní oblasti někdejší achaimenovské říše jeden z Alexandrových vojevůdců, Seleukos, který se roku 305 př. n. l. prohlásil králem. V říši Seleukovců zintenzivnily kulturní kontakty mezi západem a východem (máurjská Indie), nicméně již velmi brzy docházelo k separatistickým tendencím na periferii, kde si jednotliví satrapové snažili vybudovat nezávislé postavení. Situaci jim ulehčoval fakt, že seleukovští panovníci sídlili daleko na západě, v syrské Antiochii, a o východ své říše jevili pramalý zájem.
Stranou tohoto vývoje nezůstala ve 3. století př. n. l. ani Baktrie, ležící v nejvýchodnějších částech monarchie a těžko kontrolovaná ze středisek ve Středomoří. Zdejší satrapa Diodotos odpadl kolem roku 250 př. n. l. od Antiocha II., prohlásil se králem a založil vlastní státní útvar, dnes známý pod názvem řecko-baktrijské království. Mísily se v něm řecké kulturní prvky s perskými a indickými, přičemž jeho rozloha zahrnovala původně i téměř celý dnešní Chorásán spolu s částí Indie.
Ani baktrijská říše však nezůstala ušetřena vnitřních rozbrojů a navíc ji ze západu začali ohrožovat Parthové a ze severu Sakové. Nakonec se rozpadla na dvě části a kolem roku 130 př. n. l. dobyli její teritorium nomádi, známí z čínských pramenů pod názvem Jüe-č’. Chorásán získali Parthové, Drangianu (dnes Sístán) Sakové.

### Kušánské období

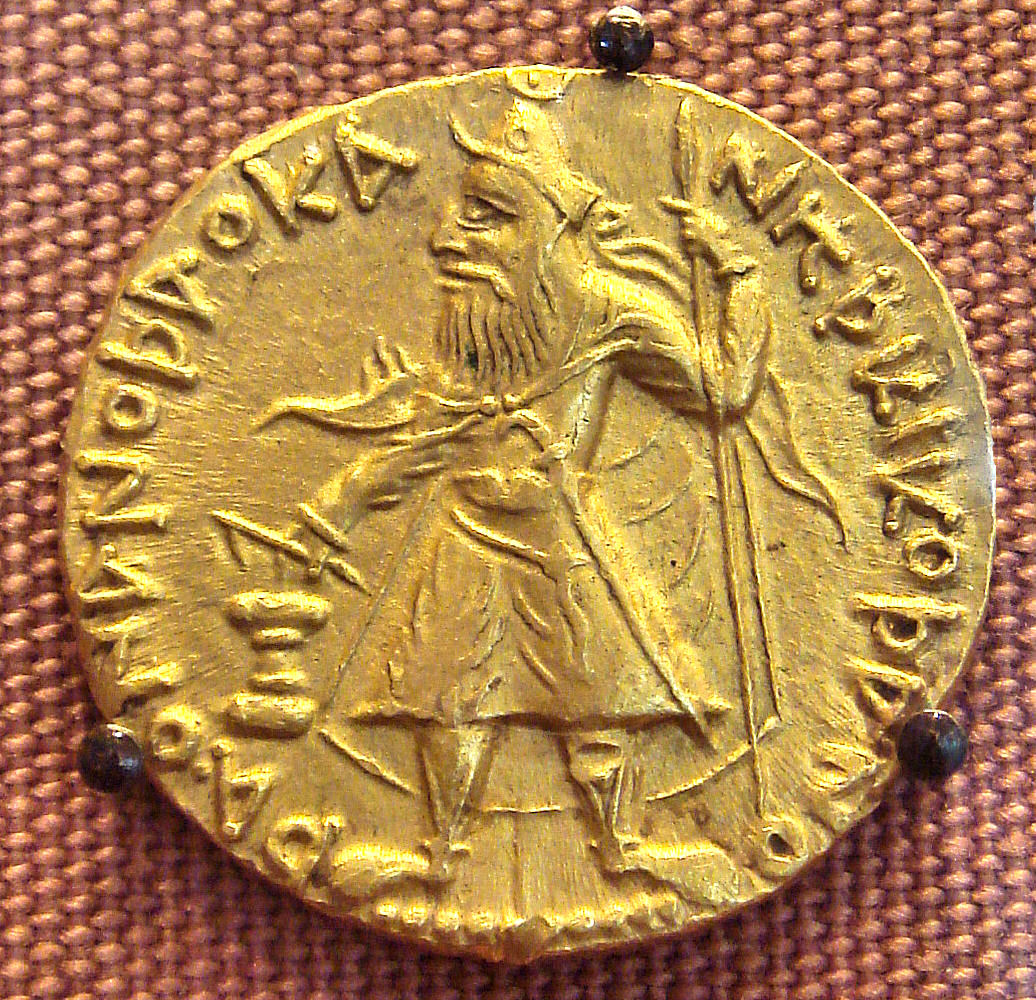
Mince krále Kanišky

Jüe-č’ založili v Baktrii novou říši, rozdělenou na pět klanových panství, jejichž názvy se dochovaly. Uštědřili také řadu porážek Parthům, během bojů s nimi zahynuli dva parthští králové – Fraatés II. a Artabanos I. Zhruba od roku 90 př. n. l. se mezi klany postupně prosadil klan kušánský, jehož moc dosáhla vrcholu za krále Kudžúly Kadfisa (cca 30–80 n. l.) a Kanišky (cca 100–126). Tehdy se kušánská říše rozprostírala od břehů Aralského jezera až do krajů západní Číny a na jihu až k hranicím Indie.
Jazykově a kulturně se příslušníci kušánské elity brzy asimilovali – Kaniška byl například zcela jistě vyznavač zoroastrismu. V říši se nicméně střetávaly různé kulturní vlivy, západní i východní, což lze dobře vidět na soudobém umění, kombinujícím řecké prvky s indickými. Místní učenci pěstovali buddhisticko-hinduistickou teologii, stavěly se chrámy ohně i buddhistické svatyně, mincovnictví vykazovalo vlivy řecké a parthské. Tato smíšená kultura přežila i zánik kušánské říše kolem roku 250 n. l., třebaže na ní měla později silný vliv kultura sásánovské Persie. Lokální kušánská knížata vládla v oblasti až do 5. století.

### Hefthalitské období
Od 4. století n. l. začali do Baktrie pronikat Hefthalité, kmenový svaz, tvořený různými nomádským etniky turkitského, mongolského a indoevropského původu. Hefthalité převzali podobně jako jejich kušánští předchůdci baktrijštinu jako správní řeč, sami však na lokální rovině nadále užívali turkitské dialekty. Jejich vládci se od počátku 5. století nacházeli takřka nepřetržitě ve válečném stavu s Persií a dočasně jí odňali několik východních provincií, především Chorásán. Teprve sásánovskému králi Husravu I. se s pomocí Turků podařilo zlomit kolem roku 560 hefthalitskou moc – od těch dob byla Baktrie po dlouhé době opět pevně v perských rukou.

### Islamizace a následný vývoj
V důsledku muslimské expanze (bitva u Nehávandu v roce 642) se Baktrie stala v 7. století součástí arabského chalífátu se sídlem v Medíně. Před postupujícími útočníky sem uprchlo mnoho Peršanů, kteří zcela změnili dosavadní strukturu obyvatelstva. V následujících staletích byla Baktrie postupně islamizována, přičemž její vládci se po rozkladu abbásovské říše velmi často měnili. Pravou pohromou pak byla pro celou oblast invaze Mongolů po roce 1200, jíž padlo za oběť mnoho starých měst včetně Baktry–Balchu.
Do novodobého afghánského státu byla větší část Baktrie začleněna v 19. století a ani třenice carského Ruska s Anglií o vliv v regionu na tom nic nezměnily.